# هاري ميلور
هاري ميلور (بالإنجليزية: Harry Mellor)‏ (1 مارس 1878 في المملكة المتحدة - 1950 في المملكة المتحدة) هو لاعب كرة قدم بريطاني (وحمل سابقاً جنسية المملكة المتحدة لبريطانيا العظمى وأيرلندا) في مركز الهجوم. لعب مع برايتون أند هوف ألبيون وبورت فايل وستوك سيتي وغريمسبي تاون ونادي كرو ألكساندرا وDresden United F.C. ‏.